# Catania Football Club
O Catania Football Club é um clube de futebol italiano da cidade de Catania. Por consequência de graves crises financeiras, teve sua falência decretada em 9 de abril de 2022 sendo excluído da Serie C italiana. O time foi revivido e teve que jogar a Serie D em 2022-23 com o nome Catania Società Sportiva Dilettantistica, posteriormente mudado para Catania Football Club.
As cores da equipe são o vermelho e o azul. O clube tornou-se popular durante o final dos anos 70 e início dos anos 80, quando foi presidido por Angelo Massimino, um dos maiores ícones do futebol italiano naquele período.
Massimino conduziu o Catania a seis acessos, dois deles para a Série A, tendo reconstruído o clube após sua exclusão pela Federação Italiana de Futebol (FIGC), por causa de irregularidades financeiras.

## História
O clube foi fundado em 1908, acabou desaparecendo durante a Segunda Guerra Mundial e refundado após o fim do conflito em 1946.
A primeira aparição do Catania na Série A foi em 1954. O clube alcançou o 12° lugar na tabela, mas foi punido com um rebaixamento, após um escândalo esportivo. Entre 1960 e 1966, a equipe siciliana disputou seis temporadas consecutivas na máxima série, obtendo por três vezes o oitavo lugar.
Seu maior rival é o Palermo, que subiu para a Série A duas vezes: em 1970-71 e 1983-84, onde se mantém até hoje.
Em 1993, o Catania foi expulso do futebol italiano por causa de irregularidades financeiras. Após uma longa batalha judicial, a Justiça anulou a decisão e forçou a FIGC a incluir a equipe novamente no futebol nacional. O Catania retornou para Eccellenza, espécie de sexta divisão.
Em 2002, o clube conseguiu uma promoção para a Série B. No ano seguinte, o Catania foi o centro de uma polêmica decisão que ampliou o número de equipes na Série B de 20 para 24. A equipe reclamara os pontos de um empate de 1 a 1 contra o Siena, por esta agremiação ter usado um jogador irregular naquela partida. Os dois pontos-extras manteriam o Catania na Série B. Caso fosse mantido o resultado, o clube amargaria a Série C.
Após várias decisões a favor e contra o clube, a FIGC decidiu deixar o Catania na Série B, juntamente com os rebaixados Genoa e Salernitana e ainda incluiu a recém-fundada Fiorentina. A temporada 2003-04 foi disputada por 24 clubes.
Alguns clubes protestaram contra a decisão e ameaçaram boicotar os jogos do Catania. Na temporada seguinte, o número de clubes diminuiu para 22, ao mesmo tempo que a Série A expandiu de 18 para 20 times.
Desde a temporada (2005-2006), o Catania disputa a Série A, a primeira aparição do clube em 22 anos.
Em 24 de dezembro, o Catania anunciou falência pela terceira vez.
Em 9 de abril de 2022, o Catania foi excluído da Série C do país e teve sua falência decretada. Logo depois, a Federação Italiana de Futebol formalizou a exclusão do clube das categorias profissionais italianas e liberou todos os jogadores e funcionários não jogadores do clube.
Em junho de 2022, o empresário australiano da indústria de desenvolvimento Ross Pelligra, cuja mãe nasceu em Catânia, recebeu da cidade o direito de registrar um novo clube na Série D italiana , em conformidade com o Artigo 52 do NOIF. Ele prometeu investir recursos econômicos, com o objetivo principal de trazer o Catania de volta à Série A, além de demonstrar interesse em adquirir o centro de treinamento Torre Del Grifo , construído durante a era Pulvirenti.
O novo clube foi renomeado para Catania Società Sportiva Dilettantistica, posteriormente, Catania Football Club, com Ross Pelligra como presidente e Vincenzo Grella como vice-presidente, sendo posteriormente admitido na Série D de 2022-23. O Catania então terminou em primeiro no Grupo I da Série D e obteve a promoção automática de volta para a Série C para a temporada de 2023-24.

## Títulos
| Nacionais | Nacionais                                | Nacionais | Nacionais                                   |
|           | Competição                               | Títulos   | Temporadas                                  |
| --------- | ---------------------------------------- | --------- | ------------------------------------------- |
| Itália    | Prima Divisione                          | 1         | 1933-34                                     |
|           | Campeonato Italiano de Futebol - Série B | 1         | 1953-54                                     |
| Itália    | Serie C                                  | 5         | 1938-39, 1942-43, 1947-48, 1948-49, 1974-75 |
| Itália    | Serie C1                                 | 1         | 1979-80                                     |
| Itália    | Serie C2                                 | 1         | 1998-99                                     |
| Itália    | Campeonato Nazionale Dilettanti          | 1         | 1994-95 (Grupo I)                           |

## Elenco atual
Atualizado em 27 de março de 2025..
Legenda
- : Capitão
- : Jogador suspenso
- : Jogador lesionado

## Recordes individuais
O futebolista Nicolò Nicolosi é o jogador que mais marcou gols em campeonatos (78 gols). O Argentino Gonzalo Bergessio é o melhor marcador na Serie A (35 gols). Gionatha Spinesi marcou mais gols em uma única temporada (23 gols). Dois jogadores do Catania foram os maiores artilheiros de uma competição que o clube disputava, são eles Michele Manenti no Campeonato Italiano de Futebol - Série B 1953-1954 (15 gols) e Aquilino Bonfanti no Campeonato Italiano de Futebol - Série B 1969-1970 (13 gols).
Damiano Morra é o jogador com o maior número de jogos em todas as ligas (281 jogos). Mariano Izco detém o recorde de jogos disputados na Serie A  (218 jogos).
| - 280 Damiano Morra (1975-1984) - 240 Rino Rado (1966-1973) - 235 Giuseppe Mascara (2003-2004; 2005-2011) - 234 Mariano Izco (2006-2014) - 222 Nicola Fusco (1948-1955) - 219 Luciano Buzzacchera (1965-1972) - 196 Domenico Labrocca (1975-1981; 1982-1983) - 192 Angelo Pereni (1966-1972) - 190 Mario Corti (1957-1964) - 168 Elio Grani (1956-1962) |

| - 78 Nicolò Nicolosi (1932-1937; 1939-1940; 1947-1949) - 61 Giuseppe Mascara (2003-2004; 2005-2011) - 49 Gionatha Spinesi (2005-2009) - 48 Adelmo Prenna (1958-1964) - 47 Guido Klein (1950-1956) - 47 Loriano Cipriani (1989-1993) - 41 Giampietro Spagnolo (1973-1978) - 37 Gonzalo Bergessio (2011-2014) - 36 Claudio Ciceri (1974-1976; 1978-1979) - 29 Salvador Calvanese (1960-1962; 1962; 1964-1967) |

## Rivais
Dentre todos adversários o jogo de maior rivalidade para o Calcio Catania é contra a equipe do US Palermo, com quem faz o Derby da Sicília, o maior clássico do futebol siciliano. Além do US Palermo o Calcio Catania também rivaliza com Messina Calcio, Siracusa Calcio e Acireale.